# Скаржин (Плонський повіт)
Скаржин (пол. Skarżyn) — село в Польщі, у гміні Плонськ Плонського повіту Мазовецького воєводства. Населення — 446 осіб (2011).
У 1975—1998 роках село належало до Цехановського воєводства.

## Демографія
Демографічна структура станом на 31 березня 2011 року:
|          | Загалом | Допрацездатний вік | Працездатний вік | Постпрацездатний вік |
| -------- | ------- | ------------------ | ---------------- | -------------------- |
| Чоловіки | 227     | 50                 | 164              | 13                   |
| Жінки    | 219     | 46                 | 129              | 44                   |
| Разом    | 446     | 96                 | 293              | 57                   |